# Advanced Avionics Module
Das Advanced Avionics Module (kurz: AAM) war eine Technologienutzlast, die von Indiens Raumfahrtagentur ISRO betrieben wurde. Sie wurde gebaut, um die Avionik der neuen Träger PSLV und GSLV zu testen.

## Missionsdaten
Die Messgeräte zur Datensammlung über den neuen Träger wurden auf der Oberstufe der PSLV befestigt. Der Start erfolgte am 23. April 2007 auf einer indischen Trägerrakete des Typs Polar Satellite Launch Vehicle zusammen mit dem italienischen Satelliten AGILE vom Satish Dhawan Space Centre in Indien. Nachdem die Nutzlast die Tests durchgeführt hatte, wurde sie abgeschaltet. Inzwischen befindet sich das AAM nicht mehr im Orbit.